# 古瀬戸町
古瀬戸町（こせとちょう）は、愛知県瀬戸市古瀬戸連区の町名。丁番を持たない単独町名である。

## 地理
- 瀬戸市の中央部に位置する[8]。西を藤四郎町・須原町、北を紺屋田町・西古瀬戸町・東古瀬戸町、東を西拝戸町、南を王子沢町と隣接している[8]。
- 丘陵地斜面に住宅と陶磁器関係の小工場が混在する[8]。

### 河川
- 瀬戸川 ： 町の北西部を南流している。
- 拝戸川（瀬戸川支流） ： 町の北部を西流し、町の北西部で瀬戸川に注ぎこんでいる。
- 北拝戸川（拝戸川支流） ： 町の東端部で拝戸川に注ぎ込んでいる。

- 瀬戸川（古瀬戸町内）
- 拝戸川（古瀬戸町内）
- 瀬戸川と拝戸川の合流点
- 拝戸川と北拝戸川の合流点

### 学区
市立小・中学校に通う場合、学区は以下の通りとなる。また、公立高等学校普通科に通う場合の学区は以下の通りとなる。
| 番・番地等 | 小学校                 | 中学校                 | 高等学校 |
| ---------- | ---------------------- | ---------------------- | -------- |
| 全域       | 瀬戸市立にじの丘小学校 | 瀬戸市立にじの丘中学校 | 尾張学区 |

## 歴史

### 町名の由来
明治時代の瀬戸村の中で最も古くからあったこの集落に｢古｣の字を冠して「古瀬戸」と呼ぶようになったとされる。

### 沿革
- 1942年（昭和17年）1月9日 - 瀬戸市大字瀬戸字古瀬戸・紺屋田の各一部により、同市古瀬戸町として成立[2]。

## 世帯数と人口
2025年（令和7年）2月1日現在の世帯数と人口は以下の通りである。
| 町丁     | 世帯数 | 人口  |
| -------- | ------ | ----- |
| 古瀬戸町 | 72世帯 | 156人 |

### 人口の変遷
国勢調査による人口の推移
| 1995年（平成7年）  | 245人 | [ 12 ] |  |
| 2000年（平成12年） | 218人 | [ 13 ] |  |
| 2005年（平成17年） | 209人 | [ 14 ] |  |
| 2010年（平成22年） | 182人 | [ 15 ] |  |
| 2015年（平成27年） | 173人 | [ 16 ] |  |
| 2020年（令和2年）  | 157人 | [ 17 ] |  |

### 世帯数の変遷
国勢調査による世帯数の推移。
| 1995年（平成7年）  | 73世帯 | [ 12 ] |  |
| 2000年（平成12年） | 77世帯 | [ 13 ] |  |
| 2005年（平成17年） | 72世帯 | [ 14 ] |  |
| 2010年（平成22年） | 68世帯 | [ 15 ] |  |
| 2015年（平成27年） | 69世帯 | [ 16 ] |  |
| 2020年（令和2年）  | 67世帯 | [ 17 ] |  |

## 交通

### 鉄道
町内に鉄道は走っていない。最寄り駅は、名鉄瀬戸線尾張瀬戸駅になる。

### バス
名鉄バス「本地ヶ原線」
- 【10】瀬戸駅前 - 古瀬戸 - 赤津 系統 ： 古瀬戸バス停（瀬戸駅前方面乗り場）

- 古瀬戸バス停

### 道路
- 国道248号・国道363号（重複区間） ：  町の中央部を南北に貫くように通っている。
- 愛知県道212号窯元東古瀬戸線 ： 町の北東端、東古瀬戸町との町境付近を東西に通っており、町の中央部の東古瀬戸町交差点が終点となる。

- 案内標識内の国道248号・愛知県道212号表示（古瀬戸町内）
- 愛知県道212号表示（古瀬戸町内）

## 施設
- 朝日インテック WOVEN FIELD ： 2024年（令和6年）6月18日竣工。2020年（令和2年）に廃校になった古瀬戸小学校のグラウンドを改修して、女子サッカーチーム「ラブリッジ名古屋」の新たな練習施設として開業[18]。朝日インテック株式会社が所有し、朝日インテック・ラブリッジ名古屋が管理・運営を行っている[19]
  - 旧・瀬戸市立古瀬戸小学校[8] ： 1940年（昭和15年）4月1日に開校。2020年3月31日に近隣の小中学校との統合で閉校となる[20]。閉校前年の児童数は91人、教職員数は15人であった[21]。
- 古瀬戸公園 ： 町の西部にある公園。遊具はなく、公園の隅に小さな社がある。

- 朝日インテック WOVEN FIELD
- 旧・瀬戸市立古瀬戸小学校[注釈 1]
- 古瀬戸公園

## その他

### 日本郵便
- 郵便番号 : 489-0032[6]（集配局：瀬戸郵便局[23]）。